# Coke Stevenson
Pour les articles homonymes, voir Stevenson.
Coke R. Stevenson (né le 20 mars 1888, mort le 28 juin 1975)  est un homme politique américain démocrate. Il est gouverneur du Texas entre 1941 et 1947. Il a été lieutenant-gouverneur entre 1939 et 1941.
C'est le premier gouverneur de cet état à avoir servi pendant deux mandats successifs.